# Грамов
Грамов (њем. Grammow) општина је у њемачкој савезној држави Мекленбург-Западна Померанија. Једно је од 59 општинских средишта округа Бад Доберан. Према процјени из 2010. у општини је живјело 191 становника. Посједује регионалну шифру (AGS) 13051023.

## Географски и демографски подаци
Грамов се налази у савезној држави Мекленбург-Западна Померанија у округу Бад Доберан. Општина се налази на надморској висини од 24 метра. Површина општине износи 16,2 km². У самом мјесту је, према процјени из 2010. године, живјело 191 становника. Просјечна густина становништва износи 12 становника/km².